# ダイナ荘びより
『ダイナ荘びより』（ダイナそうびより）は、アニプレックス、ファンワークス、ソニー・クリエイティブプロダクツによる日本のテレビアニメ作品。2021年4月から9月までTOKYO MX・BS11にて放送された。
Blu-ray・DVDが同年7月14日に発売された。

## あらすじ
ティラノサウルス、トリケラトプス、そしてステノニコサウルス。この3匹の恐竜たちは、アパート「ダイナ荘」の1室で共同生活をするが、3匹は性格が全く異なる恐竜だった。アルバイトや、銭湯に行くことや、スイーツを食べることもあれば、たまに喧嘩することもある。そんな楽しい日々だったと思っていた時、隕石落下の予報が出された。その現代を生きていく恐竜たちのゆるく、そしてシュールなアパート生活が始まろうとする。

## 登場キャラクター
ティラノサウルス
声 - 松重豊
肉食恐竜であり、肉と甘いものが好き。
トリケラトプス
声 - 田中要次
草食恐竜。言葉数が少ない。
ステノニコサウルス
声 - 小峠英二
脳が大きめな恐竜。3匹の中ではツッコミ役。
アラモサウルス
声 - 荒木宏文
ケツァルコアトルス
声 - 荒木宏文
ワニ先輩
声 - 陳内将
アンキロサウルス
声 - 陳内将

## スタッフ
- 原作 - 「ダイナ荘びより」
- 監督 - 野中晶史[5]
- 脚本 - 細川徹[5]
- キャラクターデザイン - うさぎメン[5]
- 音楽 - CHI-MEY[5]
- プロデューサー - 小田桐成美、森田紀子、佐村大侑、石原由加里
- アニメーション制作 - ファンワークス[5]
- 製作 - 「ダイナ荘びより」（アニプレックス、ソニー・ミュージックエンタテインメント、ソニー・クリエイティブプロダクツ、ファンワークス）

## 主題歌
「愛そうぜ！」
CHAIによるイメージソング。

## 各話リスト
| 話数     | サブタイトル                     | 初放送日      |
| -------- | -------------------------------- | ------------- |
| ダイ1話  | レジと絶滅                       | 2021年 4月4日 |
| ダイ2話  | おひな様とシュークリーム         | 4月11日       |
| ダイ3話  | 合コンと肉食                     | 4月18日       |
| ダイ4話  | 進化と布団                       | 4月25日       |
| ダイ5話  | 豆乳と恐竜                       | 5月2日        |
| ダイ6話  | ステノニコの怒り                 | 5月9日        |
| ダイ7話  | ステノニコのリスト               | 5月16日       |
| ダイ8話  | メールと涙                       | 5月23日       |
| ダイ9話  | ティラノ対トリケラ               | 5月30日       |
| ダイ10話 | マサチューセッツとワニ           | 6月6日        |
| ダイ11話 | 痛みと白玉                       | 6月13日       |
| ダイ12話 | 冷凍庫と銭湯                     | 6月20日       |
| ダイ13話 | 隕石とバーベキュー               | 6月27日       |
| ダイ14話 | 雨とピザ                         | 7月4日        |
| ダイ15話 | チケットと2択                    | 7月11日       |
| ダイ16話 | 恐竜展とハブラシ                 | 7月18日       |
| ダイ17話 | フォンダンペカンとアラモサウルス | 7月25日       |
| ダイ18話 | アンキロサウルスとピザ           | 8月1日        |
| ダイ19話 | ティラノとトリケラ               | 8月8日        |
| ダイ20話 | ワニとドリンクバー               | 8月15日       |
| ダイ21話 | そうめんとアラモサウルス         | 8月22日       |
| ダイ22話 | 献立と流れ星                     | 8月29日       |
| ダイ23話 | 病院と影                         | 9月5日        |
| ダイ24話 | アラモサウルスと覚悟             | 9月12日       |
| ダイ25話 | 絶滅と最高                       | 9月19日       |
| ダイ26話 | ティラノとトリケラとステノニコ   | 9月26日       |

## 放送局
| 放送期間                                     | 放送時間                     | 放送局   | 対象地域 | 備考                  |
| -------------------------------------------- | ---------------------------- | -------- | -------- | --------------------- |
| 2021年4月4日 - 9月26日                       | 日曜 0:57 - 1:00（土曜深夜） | TOKYO MX | 東京都   | リピート放送あり      |
|                                              |                              | BS11     | 日本全域 | BS放送 / 『ANIME+』枠 |
| いずれも当時の深夜アニメの本編終了後に放送。 |                              |          |          |                       |